# كيسي أندرسون
كيسي أندرسون (بالإنجليزية: Casey Anderson)‏ هو كاتب أغاني وموسيقي أمريكي، ولد في 5 أكتوبر 1934 في شيكاغو في الولايات المتحدة، وتوفي في 1976.